# Zoltán Tildy
Zoltán Tildy (Lučenec, 18 de novembre de 1889 - Budapest, 3 d'agost de 1961) és un polític hongarès que va ser el primer ministre de l'últim Regne d'Hongria del 1945 al 1946, i a continuació, el primer President de la Segona República d'Hongria del 1946 al 1948.
Zoltán Tildy nascut a Losonc (actualment Lučenec a Eslovàquia), dins de l'Imperi Austrohongarès d'una família d'oficials hongaresos del govern local. Va estudiar a l'Acadèmia Teològica reformada de Pápa, després d'estudiar un any a la Universitat de Belfast a Irlanda del Nord. Va exercir com a ministre de l'Església Reformada a partir del 1921, editat el diari de l'Església Reformada d'Hongria, Keresztény Család (la família cristiana) i altres publicacions periòdiques. En 1929, es va unir al Partit dels petits pagesos independents, la (FKgP) amb altres figures polítiques com l'hongarès Ferenc Nagy. Va esdevenir vicepresident del partit poc després.
Va ser triat pel parlament hongarès, elegit el 1936 i 1939. Posà pressió sobre el govern de Miklós Horthy durant la Segona Guerra Mundial. Després que Hongria va ser ocupada pels alemanys, a Tildy li calgué amagar-se. Després de l'alliberament del país gràcies a la Unió Soviètica, Tildy va esdevenir president del FKgP. Va ser primer ministre del 15 de novembre de 1945 a l'1 de febrer de 1946, quan va ser elegit president d'Hongria en un govern de coalició amb Ferenc Nagy. També va ser membre ex officio de l'Alt Consell Nacional des del 7 de desembre de 1945 fins al 2 de febrer de 1946.
Exerceix les seves funcions de president fins al 31 de juliol de 1948, quan es veu obligat a dimitir a causa de la detenció del seu fill per corrupció, però encara més per la creixent sovietització del país. És substituït per Arpad Szakasits.
Zoltán Tildy va ser mantingut sota arrest domiciliari fins a l'1 de maig de 1956 a Budapest. Va ser nomenat Ministre d'Estat en la Revolució hongaresa de 1956. Fou detingut per les tropes soviètiques després de la invasió d'Hongria i va ser condemnat a sis anys de presó pel Tribunal Suprem el 15 de juny de 1958 en el judici d'Imre Nagy i el seu govern. Va ser posat en llibertat a l'abril del 1959, per la seva avançada edat. Més tard va viure retirat per complet fins a la seva mort el 1961.